# Polska legionerna

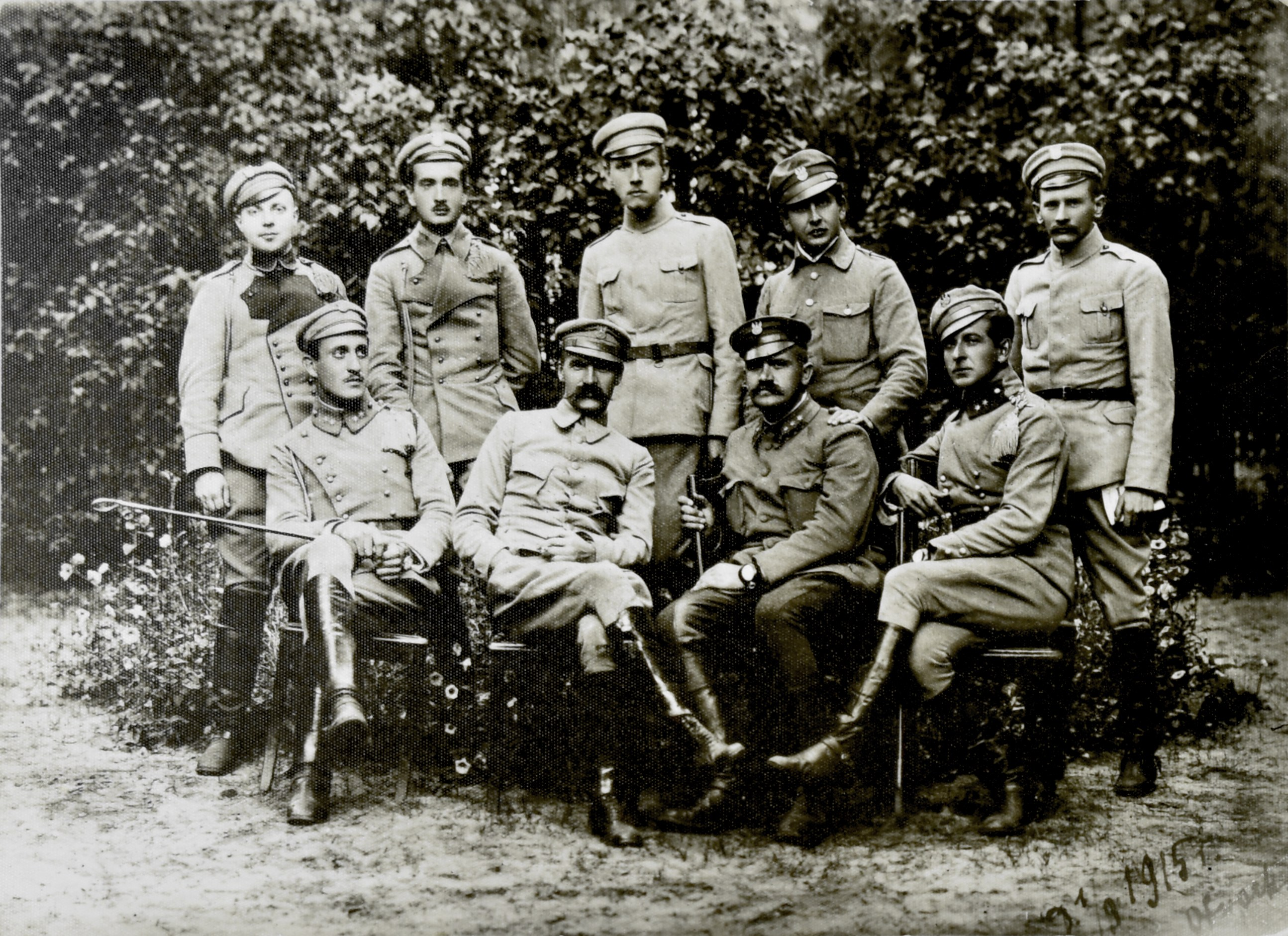
Piłsudski i Otwock, augusti 1915 (från höger sitter bl.a. hans dåvarande adjutant, Bolesław Wieniawa-Długoszowski)

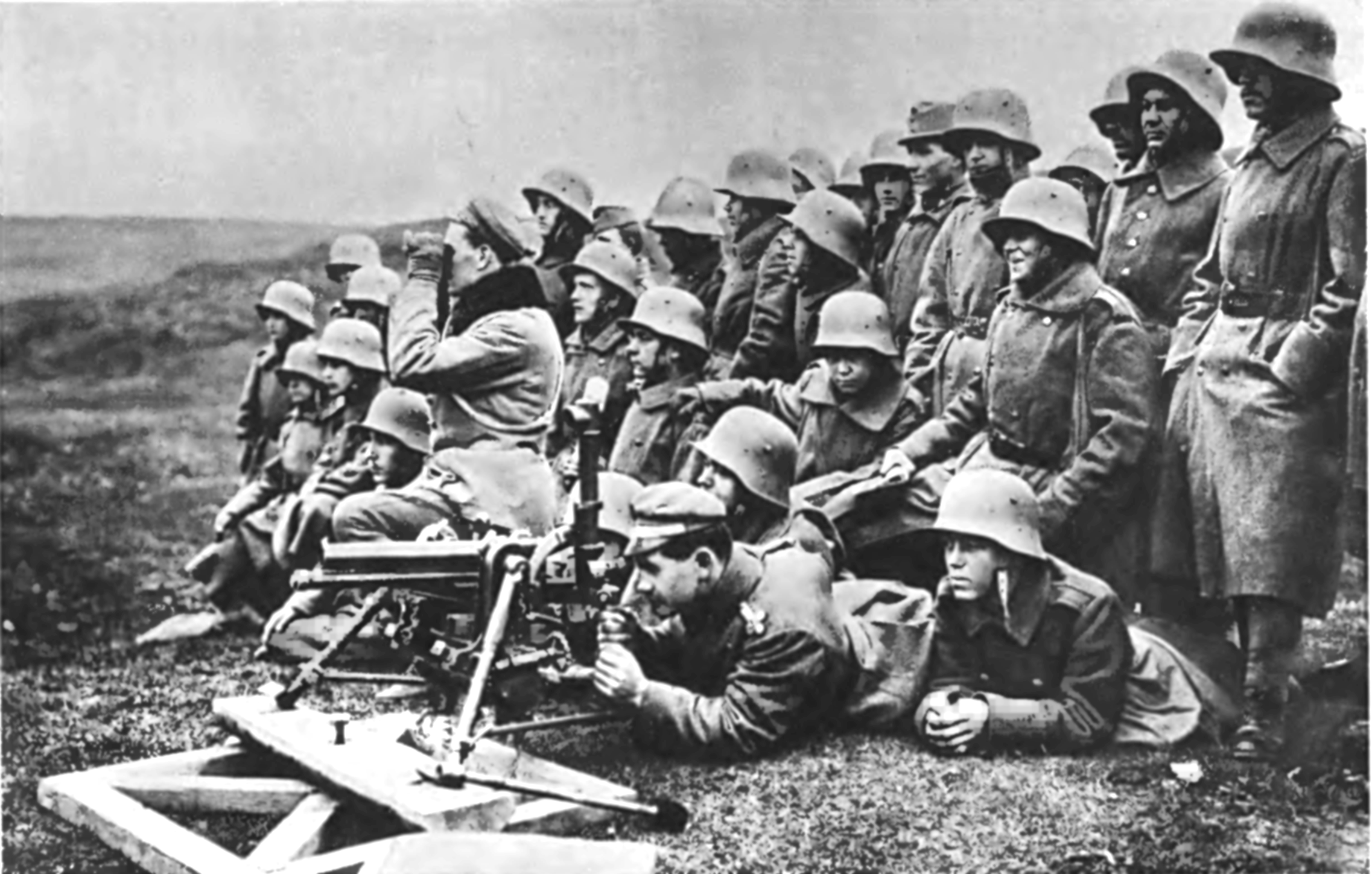
2:a Polska Legionernas Infanteri Regimente i Mamajowce, Bukowina år 1915

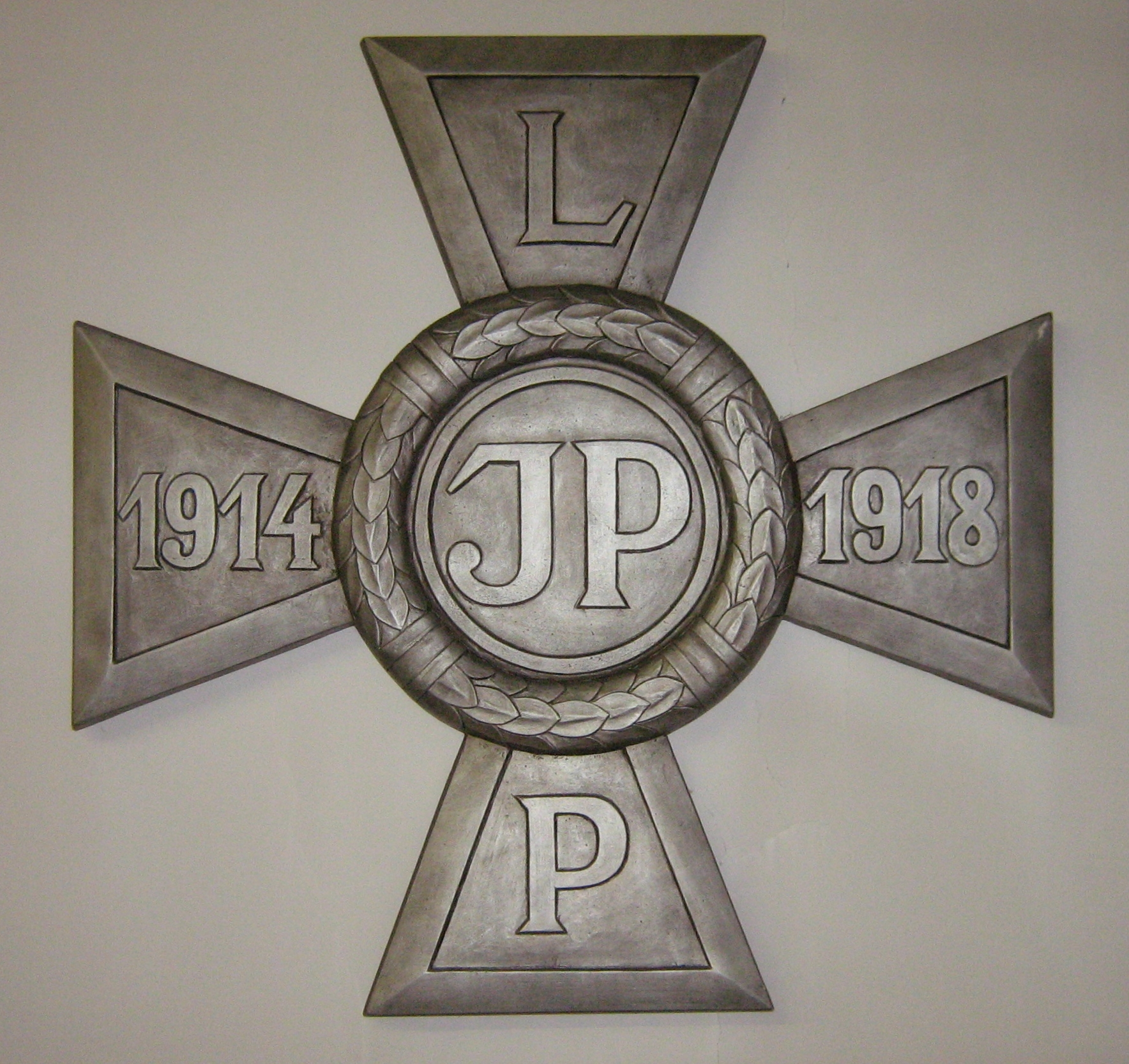

Polska Legionerna (pol. Legiony Polskie) var en separat taktisk enhet i Österrike-Ungerns armé skapad den 16 augusti 1914 i Kraków. Den första befälhavaren var Józef Piłsudski. Mellan den 20 september 1916 och 19 februari 1918 hade de polska legionerna det officiella namnet "Polski Korpus Posiłkowy" (på polska).